# Гулаї
Гула́ї, також гула́й, гулеї, гулей (індонез. і малай. gulai) — група страв індонезійської, малайзійської та сінгапурської кухонь, об'єднана спільним способом кулінарної обробки: тушкуванням в соусі, приготованому на основі кокосового молока з великою кількістю спецій. Таким чином можуть готуватися найрізноманітніші продукти тваринного і, рідше, рослинного походження.
Найпопулярніші гулаї з різних видів м'яса, курятини та субпродуктів. Особливим різноманіттям рецептів цих страв відрізняється Суматра.

## Походження і поширення

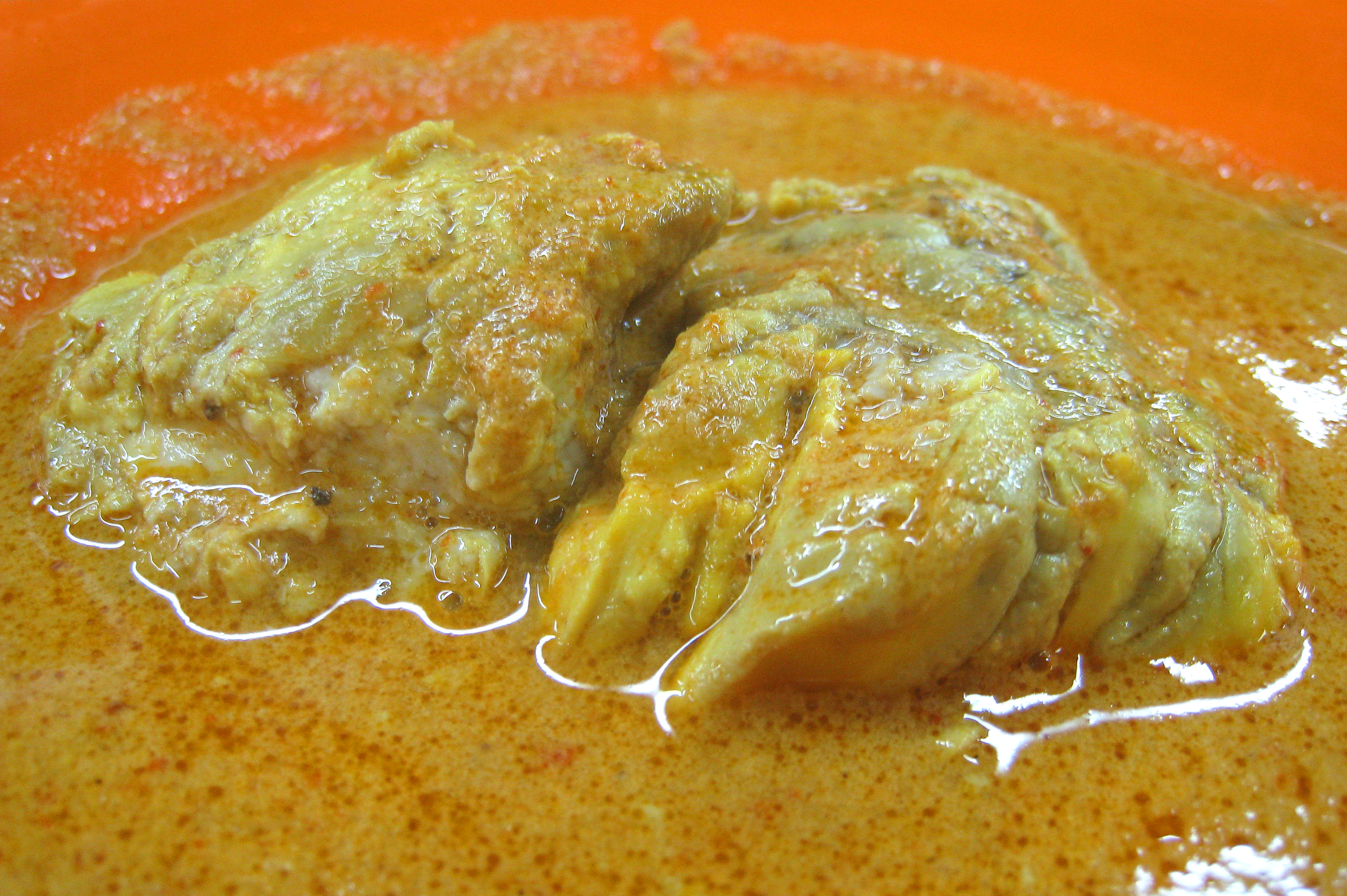
Гулаї з телячих мізків — класичний варіант цієї страви, старовинна страва паданзької кухні.

Батьківщиною гулаю є індонезійський острів Суматра: приготування подібних страв було освоєно кілька століть тому місцевим народом мінангкабау, кулінарна практика якого становить основу паданзької кухні — однієї з основних регіональних складових індонезійської кухні. По суті гулаї став місцевою адаптацією індійського карі — вплив індійської кухні, досить помітний в гастрономічній культурі більшості районів Індонезії, й історично був особливо сильним саме на Суматрі. Надалі, у міру поширення серед мінангкабау нових видів спецій, прянощів та овочів, запозичених з інших частин Малайського архіпелагу, а також з регіонів Південній Азії та Близького Сходу які, пізніше акліматизувалися тут європейськими колонізаторами, рецептура цих страв змінювалася, вони ставали більш складними і різноманітними .
Завдяки активним міграціям мінангкабау за межі їх історичного ареалу (західні і центральні райони Суматри) гулаї, як і багато інших страви паданзької кухні, набув значного поширення на великих територіях Малайського архіпелагу, а також на Малаккському півострові. В результаті ця група страв стала невід'ємною складовою національних кухонь сучасних Індонезії, Малайзії та Сінгапуру. При цьому найбільш значиму роль вона як і раніше грає в кухні мінангкабау і деяких інших народів Суматри.

## Приготування та різновиди

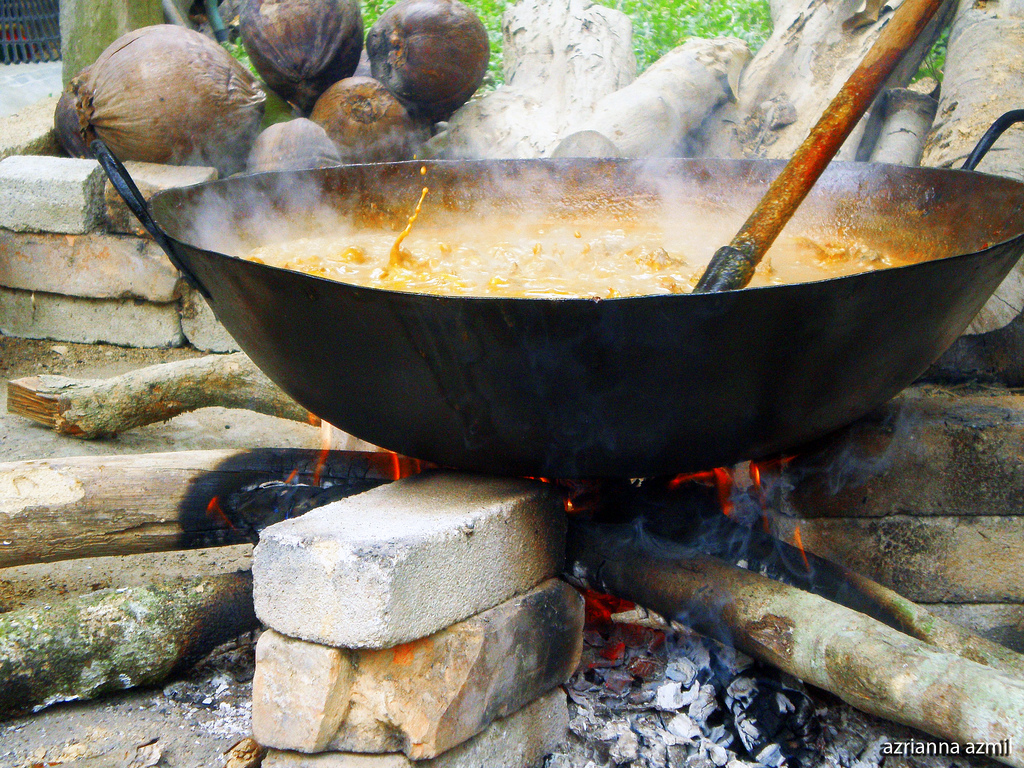
Приготування гулаї у воці. Індонезія

Гулаї готують з найрізноманітніших тваринних і рослинних продуктів. В силу того, що в господарському укладі мінангкабау історично найважливішу роль відіграє скотарство, особливої популярності набули варіанти цієї страви, виготовлені з м'яса, перш за все, яловичини і яловичих субпродуктів: мізків, печінки, серця, легень, нирок, рубця, кісткового мозку, шкіри. Дуже широко практикується також використання баранини, козлятини, риби та морепродуктів, птиці — курятини і качатини. Іноді таким чином готують буйволятину, конину, м'ясо черепахи. Використання свинини практикує немусульманське населення Індонезії та Малайзії   .
Крім того, для приготування гулаю нерідко використовують варені яйця — курячі або качині, темпе, тофу та, іноді, деякі види овочів, фруктів і трав'янистих рослин, зокрема, м'якоть молодого джекфруту, бульби таро, квасолю, капусту, вігну, папороть, листя маніоку  .
Для приготування страви використовуєть об'ємний вок, каструлю або глибока сковороду. Продукти обсмажують до напівготовності у великій кількості олії з певним набором прянощів, в який зазвичай входять подрібнені часник, червоний перець та цибуля шалот, часто духмяний перець, кориця, куркума, імбир, цимбопогон, шафран, кардамон, гвоздика, лумбанг, калган, кмин, фенхель. Частину прянощів зазвичай підсмажують в олії ще до початку обробки основного продукту, інші додають пізніше. Через деякий час в ємність наливають кокосове молоко і смаження переходить в тушкування, яке триває до повної готовності продукту — зазвичай не більше півгодини. Отже готова страва є шматками основного продукту, залитими значною кількістю олійного соусу, який завдяки наявності прянощів зазвичай набуває яскравих відтінків коричневого, золотистого або помаранчевого кольору .
В Індонезії, Малайзії та Сінгапурі готують різноманітні гулаї, які розрізняються як за основним продуктом, набором спецій і прянощів, так і за особливостями приготування. Повсюдною популярні гулаї з баранини і курятини, а рибу і морепродукти використовують насамперед у прибережних районах. Деякі види цієї страви є кулінарними спеціалітетами певних міст, місцевостей, народностей або етнічних груп. Так, більшість рецептів гулаю з яловичини і яловичих субпродуктів мають суматранське походження. Особливим різноманіттям гулаї відрізняється західносуматранське місто Паданг, яке вважають культурною столицею народу мінангкабау . У західносуматранському окрузі Агам прийнято готувати гулаї з качки з великою кількістю зеленого стручкового перцю, який надає страві не тільки особливої гостроти, а й інтенсивний зелений колір . Гулаї з баранини з фініками вважають традиційною стравою північноносуматранського Медану, гулаї з качиних яєць — південнокалімантанского Банджармасіну .
Характерно, що при всій різноманітності рецептів гулаї, досить чітко виділяються два типи цих страв. Для першого, звичайного для Суматри і більшості районів Малайзії, характерна велика нарізка продуктів, відносно мала кількість соусу і велика густота останнього (в деяких випадках для додаткового загущення соусу наприкінці тушкування в нього додають смажену подрібнену копру). В яванській кухні вихідний продукт зазвичай нарізають дрібніше і традиційно готують в більшій кількості кокосового молока. В результаті перший тип страви зовні нагадує стью або печеню з рясною підливою, а другий більше схожий на густий суп.
За складом інгредієнтів і приправ, а також за технологією приготування гулаї дуже схожий на іншу популярну страву індонезійської кухні — ренданг, який також готують з найширшого спектру продуктів, тушкуючи їх в пряному соусі. Однак якщо в гулаї прянощі та кокосове молоко додають до продуктів під час тушкування, то в ренданзі продукти спочатку тушкують в заздалегідь приготованому соусі на основі кокосового молока. Крім того, ренданг піддають значно тривалішому тушкуванню — до 4-5 годин, в результаті чого соус в ньому повністю випаровується, поверхня продуктів зазвичай робиться досить сухою і часто покриваються нерівномірною скоринкою .

## Подача та вживання

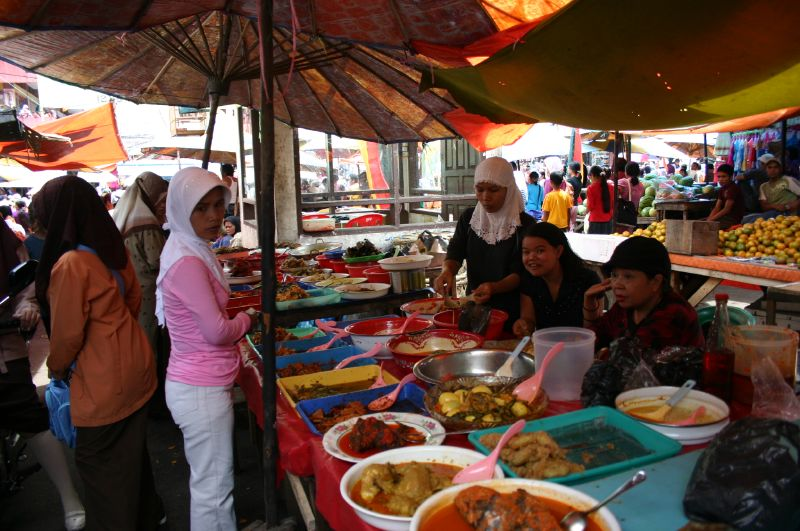
Продаж гулаї на базарі в Суматранському місті Паякумбух.

У більшості місць свого поширення гулаї є популярною стравою домашньої, ресторанної та вуличної кухні. Він традиційно фігурує серед основних страв ресторанів, що спеціалізуються на паданзькій кухні, які завдяки міграціям мінангкабау часто трапляються в багатьох містах Індонезії та Малайзії, а також у Сінгапурі. Часто гулаї готують і продають торговці на традиційних базарах, а також вуличні рознощики, що використовують для цього спеціально обладнані візки.
Гулаї у всіх своїх видах є основною стравою і вживається в їжу зазвичай в гарячому вигляді. Найчастіше його подають з вареним рисом, іноді з такими стравами як кетупат або лонтонг — рисовими брикетами, звареними в оболонці з пальмового листя, відповідно, прямокутними або довгастими. У деяких районах Суматри і Західної Малайзії до гулаї прийнято подавати прісні коржі з пшеничного борошна, схожі на індійські чапаті.